# Lukas Sinkiewicz
Lukas Sinkiewicz [ɕiɲ'kjɛvitʃ] (* 9. Oktober 1985 in Tychy, Polen) ist ein deutscher Fußballspieler und heutiger -trainer.

## Spielerkarriere
Lukas Sinkiewicz kam mit dreieinhalb Jahren aus Polen nach Deutschland und begann 1990 mit dem Fußballspielen in Rheinbach beim dort beheimateten FC Flerzheim. Nach einem Jahr wechselte er innerhalb der Stadt zum VfL Rheinbach, bei dem er bis zum Jahr 1993 blieb. Er ging in Bergheim zur Gesamtschule und machte dort den Realschulabschluss. Fußball spielte er in Bergheim beim 1. FC Quadrath-Ichendorf; dort blieb er drei weitere Jahre.
Im Jahr 1996 wurde er Spieler beim 1. FC Köln. Er durchlief dort die Jugendmannschaften und kam in der Saison 2003/04 als Innenverteidiger zu seinen ersten vier Einsätzen in der Profimannschaft. Darüber hinaus spielte er in der U-21-Nationalmannschaft.
Er wurde von Bundestrainer Jürgen Klinsmann am 23. August 2005 erstmals in den Kader der deutschen A-Nationalmannschaft berufen und absolvierte am 3. September 2005 bei der 0:2-Niederlage im Freundschaftsspiel in Bratislava gegen die Slowakei sein erstes Länderspiel. In der folgenden Begegnung gegen Südafrika im Bremer Weserstadion am 7. September 2005 spielte er in der Anfangsformation der Nationalelf.
Seinen Vertrag mit dem 1. FC Köln verlängerte er im Januar 2006 vorzeitig bis zum Abschluss der Saison 2008/09. Beim U-21-EM-Spiel gegen Portugal am 28. Mai 2006 zog sich Sinkiewicz einen Riss des vorderen Kreuzbandes und einen Meniskusschaden im rechten Knie zu. Er fiel dadurch bis zum Jahresende aus.
Sein Comeback auf dem Spielfeld gab Sinkiewicz am 21. Januar 2007 gegen den FC Augsburg und war seither Mannschaftskapitän des 1. FC Köln. Zu diesem Zeitpunkt wurde er als defensiver Mittelfeldspieler eingesetzt. Im Sommer 2007 wechselte er zum Bundesligisten Bayer 04 Leverkusen.
Zur Saison 2010/11 wechselte er zum Zweitligisten FC Augsburg, bei dem er einen Einjahresvertrag unterschrieb. Hier spielte er nach einer Knieverletzung lediglich in den letzten zehn Meisterschaftsspielen eine Rolle im Aufstiegskampf. Nach dem Aufstieg der Schwaben in die Bundesliga wechselte Sinkiewicz zur Saison 2011/12 zum VfL Bochum, bei dem er einen Dreijahresvertrag erhielt. Im Sommer 2014 verließ er den Verein. Am 16. Oktober 2014 unterschrieb er einen Vertrag bis Saisonende beim Drittligisten SSV Jahn Regensburg. Dort konnte er den Abstieg in die Regionalliga nicht abwenden und beendete im Sommer 2015 seine professionelle Karriere.
Seit März 2019 spielt Sinkiewicz beim SV Lövenich/Widdersdorf in Kreisliga A Rhein-Erft.

## Trainerkarriere
Nach einer Zwischenstation als Co-Trainer der U21 des 1. FC Köln wurde er am 12. Juni 2018 als Co-Trainer der „Zwoten“ von Fortuna Düsseldorf vorgestellt.
Zur Saison 2022/23 übernahm Sinkiewicz als Cheftrainer den Bonner SC, der nach dem Abstieg aus der Regionalliga in der Mittelrheinliga antritt.

## Privates
Sinkiewicz ist ein Cousin des Fußballers Michael Gardawski.
Zdzisław Sinkiewicz, Vater von Lukas, war ebenfalls Fußballspieler und dabei in der zweiten polnischen Liga aktiv. Er starb im Alter von 38 Jahren nach einem Zusammenbruch beim Jogging in Bergheim.